# Bruce Gilden
Bruce Gilden (New York, 16 ottobre 1946) è un fotografo statunitense, noto per le sue fotografie spontanee ritraenti primi piani di gente che cammina per le strade della sua città, servendosi anche di un flash.

## Biografia
Nato nel quartiere newyorchese di Brooklyn, Gilden cominciò a frequentare gli studi di sociologia all'Università della Pennsylvania. Influenzato poi dalla passione per la fotografia dopo aver visto il film Blow-Up di Michelangelo Antonioni, si compra la sua prima macchina fotografica e frequenta i corsi di fotografia alla School of Visual Arts.
Il suo lavoro è caratterizzato dall'uso della fotografia con il flash. Ha lavorato in bianco e nero per gran parte della sua vita, ma ha iniziato a scattare a colori e in digitale quando ha scoperto la fotocamera Leica S come parte del progetto "Postcards From America" della Magnum Photos, di cui è membro dal 1998. 
Il suo primo grande progetto riguardava le persone a Coney Island. Ha fotografato persone per le strade di New York, mafiosi della yakuza, senzatetto, prostitute e membri di bande di ciclisti tra il 1995 e il 2000. Secondo Gilden, era affascinato dalla dualità e dalla doppia vita degli individui che fotografava. Ha anche fotografato svariati momenti e persone nelle zone rurali dell'Irlanda e le corse di cavalli, nonché i rituali vudù ad Haiti.

## Pubblicazioni
- The Small Haiti Portfolio (Limited Edition), Helsinki, Finland, 1990.
- Facing New York, Manchester, UK: Cornerhouse Publications, 1992. ISBN 978-0-948797-07-1. Published in conjunction with an exhibition at the Chrysler Museum of Art, Norfolk, VA.
- Bleus, Mission Photographique Transmanche (Cross Channel Photographic Mission) no. 13. Douchy-les-Mines, France: Centre Régional de la Photographie (CRP) (Regional Centre for Photography), Nord Pas-de-Calais, 1994.
- Haïti, Dreams and Nightmares. Stockport, UK: Dewi Lewis and Paris: Marval, 1997.
- After the Off. Stockport, UK: Dewi Lewis, 1999. ISBN 978-1-899235-17-9. Fotografie di Gilden, breve storia di Dermot Healy.
- Ciganos. Lisbon, Portugal: Centro Portuguès de Fotografia, 1999.
- Haiti. Stockport, UK: Dewi Lewis and Paris: Marval, 1999. ISBN 978-1-899235-55-1
- Go. London: Trebruk and New York: Magnum Photos, 2000. ISBN 978-0953890101
- Coney Island. London: Trebruk, 2002. ISBN 978-0-9538901-2-5
- A Beautiful Catastrophe. Brooklyn, NY: Powerhouse, 2005. ISBN 978-1-57687-238-3
- Fashion Magazine. Paris: Magnum Photos, 2006. ISBN 978-1-933045-43-6. With text contributions by Hedi Slimane, Viktor & Rolf, Azzedine Alaïa, Ingrid Sischy, Bob Colacello and Francesco Vezzoli. In English and French.
- Bruce Gilden. Stern Portfolio No.64. Krefeld, Germany: teNeues, 2011. ISBN 978-3-652000-05-5.
- Foreclosures. London: Browns, 2013. ISBN 978-0-956532-48-0
- A Complete Examination of Middlesex. 2013. London: Archive of Modern Conflict. ISBN 978-0-957049-05-5.
- Bruce Gilden. Photofile series. London: Thames & Hudson, 2014. ISBN 978-0-500411-10-0.
- Bruce Gilden. Photo Poche series. Arles, France: Actes Sud, 2014. ISBN 978-2330019624. Prefazione di Hans-Michael Koetzle.
- Moscow Terminus. New York: Dashwood Books, 2014.
- Face. Stockport, UK: Dewi Lewis, 2015. ISBN 978-1-907893-75-9
- Hey Mister, Throw me Some Beads!. Heidelberg, Germany: Kehrer, 2015. ISBN 978-3-86828-608-3
- Un Nouveau Regard Sur La Mobilité Urbaine. Paris: La Martinière and RATP, 2015. ISBN 978-2-7324-7595-0
- Syracuse, 1981. Tokyo: Super Labo, 2018.
- Only God Can Judge Me. London: Browns, 2018. ISBN 978-0-9928194-7-7.
- Palermo Gilden. Palermo, 2020. ISBN 978-88-944092-5-3.
- Black Country. Setanta, 2022.
- The Circuit. Dewi Lewis, 2022. ISBN 978-1-911306-91-7.
- One Night Only. Setanta, 2023. ISBN 978-1-915652-08-9.
- Made in the USA. Super Labo, 2024.